# Juan Ángel Arias
Juan Ángel Arias (Comayagua, Honduras, 1800-Quelapa, El Salvador, 1842)  fue un político de inclinación liberal, Jefe de Estado de Honduras entre el 24 de diciembre de 1829 al 22 de abril de 1830.

## Biografía
Juan Ángel Arias, nació en Comayagua, Honduras. Su esposa fue Juana Lope y de su matrimonio nacería Carlos Céleo Arias Lope, futuro Presidente de Honduras en 1872-1874.

## Jefatura de Estado
En 1829 sucede el levantamiento en Olancho y Opoteca, por lo que el Jefe de Estado en funciones el General José Francisco Morazán Quezada, deposita la Jefatura en el senador Juan Ángel Arias, el 24 de diciembre: Morazán marcha a enfrentarse a la pacificación de Olancho y se estaciona en Morocelí con sus ejércitos, el 21 de enero de 1830 suceden las capitulaciones de las “Vueltas del Ocote”, luego Morazán envía una proclama de la capitulación el cual es el primer documento impreso y publicado en La Gaceta órgano oficial del gobierno, por fin la paz llega a instaurarse en Honduras, con una campaña que costo alrededor de 53,656.63 Pesos a la Hacienda Pública.
En su breve tiempo al mando de la Jefatura de estado, Juan Ángel Arias se enfoca en informar a los habitantes de los acontecimientos sobre el levantamiento de Opoteca y de la situación para estabilizar al país, que se llevaban a cabo entre los rebeldes, entre los cuales se encontraba el cura Antonio Rivas y las fuerzas del gobierno. Arias, aparte de esto, fundaría la primera escuela en Yoro. El 22 de abril de 1830 Arias, hace entrega nuevamente de la Jefatura al General Morazán.
En el mes de marzo de 1842 Juan Ángel Arias, en un viaje a El Salvador es arrestado en la localidad de Quelapa, poniéndose a la orden del general José Julian Tercero, quien decidió enviarlo a Honduras escoltado por el oficial Nicolás Tortola, quien no cumpliendo las órdenes recibidas, decidió fusilar al político hondureño en el camino, al pie de un árbol de tempisque.

## Descendencia
Juan Ángel Arias, es el padre de Carlos Céleo Arias Lope quien en el futuro sería presidente de Honduras y su nieto el doctor Juan Ángel Arias Boquín, también llegaría a ser presidente en 1903.